# Born in the U.S.A. (песня)
| Оценки критиков | Оценки критиков |
| Источник        | Оценка          |
| --------------- | --------------- |
| AllMusic        | Без рейтинга    |

«Born in the U.S.A.» (с англ. — «Рождённый в США») — песня, написанная и исполненная Брюсом Спрингстином и выпущенная в 1984 году на одноименном альбоме. Песня посвящена экономическим трудностям ветеранов Войны во Вьетнаме по их возвращении домой и иронично противопоставляется патриотическому прославлению боевых сил страны.
В 2004 году журнал Rolling Stone поместил песню «Born in the U.S.A.» в исполнении Брюса Спрингстина на 275 место своего списка «500 величайших песен всех времён», а в 2001 году «Американская ассоциация звукозаписывающих компаний» поместила песню на 59-е место (из 365) своего списка «Песни века». В списке 2011 года песня находится на 280 месте. 
Кроме того, песня «Born in the U.S.A.» в исполнении группы Брюса Спрингстина входит в составленный Залом славы рок-н-ролла список 500 Songs That Shaped Rock and Roll. Песня вошла в телесериал Полиция Майями и Район Мерлоуз-Плейс и в играх компьютерных таких как GTA Vice City Stories и Avernum IV.

## История записи
Эта песня была написана в 1981 году как заглавная песня для фильма, который Пол Шредер собирался снять, и в котором Спрингстин рассматривал возможность сняться в главной роли («Дневной свет» с Майклом Дж. Фоксом в главной роли). Спрингстин благодарит Шредера в буклете альбома Born in the U.S.A..
Повседневные домашние демо были сделаны позже в том же году, после завершения The River Tour. Более формальное сольное демо на акустической гитаре было сделано 3 января 1982 года в доме Спрингстина в Колтс-Нек, Нью-Джерси, во время долгой сессии, которая составила большую часть альбома Nebraska, выпущенного позже в том же году. Акустические версии нескольких других песен, которые в конечном итоге появились на альбоме Born in the U.S.A., также были на этом демо, включая «Child Bride» (ранняя версия «Working on the Highway») и «Downbound Train». Однако менеджер/продюсер Спрингстина Джон Ландау и другие посчитали, что песня не имеет нужной мелодии или музыки, чтобы соответствовать тексту, и также не вписывается в остальную часть зарождающегося материала Nebraska. В результате песня была отложена, хотя запись позже всплыла в конце 1990-х годов на сборниках Tracks и 18 Tracks outtake.
Полные версии E Street Band были записаны во время сессий Electric Nebraska, а дубль 4 альбома Born in the U.S.A. был завершён 27 апреля 1982 года в студии Power Station. Большая часть аранжировки была сделана на месте, включая вступительный синтезаторный рифф Роя Биттана и то, что продюсер Чак Плоткин прозвал «взрывающимися барабанами» Макса Вайнберга. Знаменитый звук малого барабана на этой пластинке, отличающийся своей гейтированной реверберацией, был получен инженером Тоби Скоттом, пропустившим верхний микрофон малого барабана через сломанную пластину реверберации с фиксированным четырёхсекундным затуханием и в шумовой гейт Kepex. Это версия, которая появилась на альбоме Born in the U.S.A., целых два года спустя. Студийная запись также изначально заканчивалась продолжительным джем-сейшеном, который позже был отредактирован для коммерческого релиза песни.

## Темы
Песня «Born in the U.S.A.» была широко неправильно понята. Такие политики, как Рональд Рейган и Пат Бьюкенен, трактовали её как хвалебную песнь Америке, реагируя на патриотический тон припева песни, не признавая, по-видимому, горькую критику американской политики и общества, присутствующую в тексте песни. Песня представляет разочарованного ветерана Вьетнама как трагическую фигуру, отчужденную по возвращении с войны.
Историки Джефферсон Коуи и Лорен Бем, пишущие в журнале American Quarterly, выделили три основные темы. Во-первых, эмоциональная структура песни с напряжением между повторяющимся припевом джингоизмом и повествовательными стихами обидного разочарования. Во-вторых, война во Вьетнаме как символы "социальной и экономической осады американских общин синих воротничков". В-третьих, «экономическое опустошение, которое вырывает с корнем материальную основу идентичности рабочего класса только для того, чтобы заново посадить её в кислую почву национализма». В статье цитируются слова Спрингстина о том, что рабочий класс столкнулся с «духовным кризисом, в котором [он] остаётся потерянным. Как будто у него больше ничего не осталось, что связывало бы его с обществом. Он изолирован от правительства. Изолирован от своей работы. Изолирован от своей семьи... до такой степени, что ничто не имеет смысла».

## Политические реакции
В конце августа 1984 года альбом Born in the U.S.A. продавался очень хорошо, его песни часто транслировались по радио, а связанный с ним тур привлек значительное внимание прессы. Концерты Спрингстина в Capital Centre за пределами Вашингтона, округ Колумбия, таким образом, привлекли ещё больше внимания СМИ, в частности, корреспондента CBS Evening News Бернарда Голдберга, который видел в Спрингстине современную историю Хорейшо Элджера. Консервативный обозреватель Джордж Уилл, побывав на концерте, опубликовал статью 13 сентября 1984 года под названием «Янки Дудл Спрингстин», в которой он восхвалял Спрингстина как образец классических американских ценностей. Он написал: «Я понятия не имею о политических взглядах Спрингстина, если таковые имеются, но на его концертах размахивают флагами, пока он поет песни о тяжёлых временах. Он не нытик, и перечисление закрытых фабрик и других проблем всегда перемежается величественным, весёлым утверждением: «Рождённый в США!»» Президентская кампания 1984 года в то время была в самом разгаре, и Уилл имел связи с организацией по переизбранию президента Рональда Рейгана. Уилл думал, что Спрингстин может поддержать Рейгана (не зная, что Спрингстин его не поддерживает), и протолкнул эту идею высокопоставленному советнику Рейгана Майклу Диверу. Его сотрудники обращались с запросами к руководству Спрингстина, которые были вежливо отклонены.
Тем не менее, на предвыборной остановке в Хаммонтоне, штат Нью-Джерси, 19 сентября 1984 года Рейган добавил к своей речи следующее: «Будущее Америки покоится в тысяче мечтаний в ваших сердцах; оно покоится в послании надежды в песнях человека, которым восхищаются так много молодых американцев: Брюса Спрингстина из Нью-Джерси. И помогать вам воплощать эти мечты в реальность — вот в чем заключается эта моя работа».
Пресса немедленно выразила скептицизм по поводу того, что Рейган что-либо знал о Спрингстине, и спросила, какая его любимая песня Спрингстина; «Born to Run» был ответом сотрудников. Джонни Карсон затем пошутил на The Tonight Show: «Если вы в это верите, у меня есть пара билетов на инаугурационный бал Mondale–Ferraro, которые я хотел бы вам продать».
Во время концерта 21 сентября в Питтсбурге Спрингстин отреагировал отрицательно, представив свою песню «Johnny 99», песню о безработном автомеханике, который обратился к убийству: «Президент упоминал моё имя на днях, и я как-то задумался, какой у него любимый альбом. Я не думаю, что это был альбом Nebraska. Я не думаю, что он слушал этот».
Через несколько дней после этого претендент на пост президента Уолтер Мондейл сказал: «Брюс Спрингстин, возможно, был рождён, чтобы баллотироваться, но он не вчера родился», а затем заявил, что был одобрен Спрингстином. Менеджер Спрингстина Джон Ландау отрицал любую подобную поддержку, и кампания Мондейла выпустила исправление.
В 2000 году редактор Reason и либертарианский журналист Брайан Доэрти, отметив, что тексты политических песен часто неправильно понимаются или не понимаются фанатами вообще, написал: «Но кто сказал, что Рейган не был прав, настаивая на том, что песня была зажигательной? Когда я слышу эти ноты и этот барабанный бой, а также лучший аренный, громогласный, кричащий и стонущий вокал Босса, раздающийся из динамиков, я чувствую, что слышу национальный гимн».
«Born in the U.S.A.» звучала на митингах в поддержку бывшего президента Дональда Трампа и возле больницы, где он лечился от COVID-19 в октябре 2020 года. По этой теме Джош Терри из Vice написал: «Эта „Born in the U.S.A.“ десятилетиями использовалась на политических митингах по правым причинам в течение четырех десятилетий, сбивает с толку. Сам Спрингстин официально назвал Трампа «вопиющим, токсичным нарциссом», «идиотом» и «угрозой нашей демократии». Но, помимо собственных взглядов Босса, эта песня — самое далекое от националистического гимна».

## Общая реакция
Песня «Born in the U.S.A.» достигла 9-го места в Billboard Hot 100 и 8-го места в Cashbox Top 100 в январе 1985 года. Это был третий из семи рекордных синглов, вошедших в десятку лучших, выпущенных с альбома Born in the U.S.A.. Кроме того, он вошёл в десятку лучших в чарте Billboard Rock Tracks, что свидетельствует о прочной игре на рок-станциях, ориентированных на альбомы. Физический сингл получил золотой сертификат RIAA 23 июля 1999 года, а также было продано более миллиона цифровых копий в США к июлю 2016 года после того, как он стал доступен для скачивания. Песня также стала хитом в Великобритании, достигнув 5-го места в UK Singles Chart.
После президентской кампании 1984 года «Born in the U.S.A.» был широко неверно истолкован как чисто националистический теми, кто слышал гимновый припев, но не слышал горькие куплеты. Например, Cash Box назвал его «прямолинейным гимном, который прославляет традиционные ценности Америки и простого человека».

## Музыкальное видео
Музыкальное видео для «Born in the U.S.A.» было снято известным режиссёром Джоном Сэйлзом. Оно состояло из видеоконцертных съёмок Спрингстина и E Street Band, исполняющих песню, синхронизированных со звуком из студийной записи. Эти кадры были перемешаны с захватывающими сценами середины 1980-х годов из рабочего класса Америки, подчеркивая образы, которые имели некоторую связь с песней, включая ветеранов Вьетнама, амеразийских детей, сборочные линии, нефтеперерабатывающие заводы, кладбища и тому подобное, завершаясь воссозданием обложки альбома, где Спрингстин позирует перед американским флагом.

## Чарты и сертификации
| Чарт (1984—1985)                             | Наив. поз. |
| -------------------------------------------- | ---------- |
| Австралия (ARIA)                             | 2          |
| Австрия (Ö3 Austria Top 40)                  | 13         |
| Бельгия (VRT Top 30 Flanders)                | 8          |
| Канада (RPM)                                 | 11         |
| Финляндия (Suomen virallinen lista)          | 19         |
| Ирландия (IRMA)                              | 1          |
| Италия (FIMI)                                | 20         |
| Нидерланды (Dutch Top 40)                    | 5          |
| Новая Зеландия (RIANZ)                       | 1          |
| Норвегия (VG-lista)                          | 20         |
| Швеция (Sverigetopplistan)                   | 11         |
| Великобритания (The Official Charts Company) | 5          |
| США (Billboard Hot 100)                      | 9          |
| США (Billboard Hot Mainstream Rock Tracks)   | 8          |

### Продажи и сертификации
| Регион                                                      | Сертификация | Продажи                                 |
| ----------------------------------------------------------- | ------------ | --------------------------------------- |
| США (RIAA)                                                  | Золотой      | 500,000^ (физические)865,000 (цифровые) |
| ^ Данные о тиражах приведены только на основе сертификации. |              |                                         |